# Charbon actif
Pour les articles homonymes, voir Charbon.

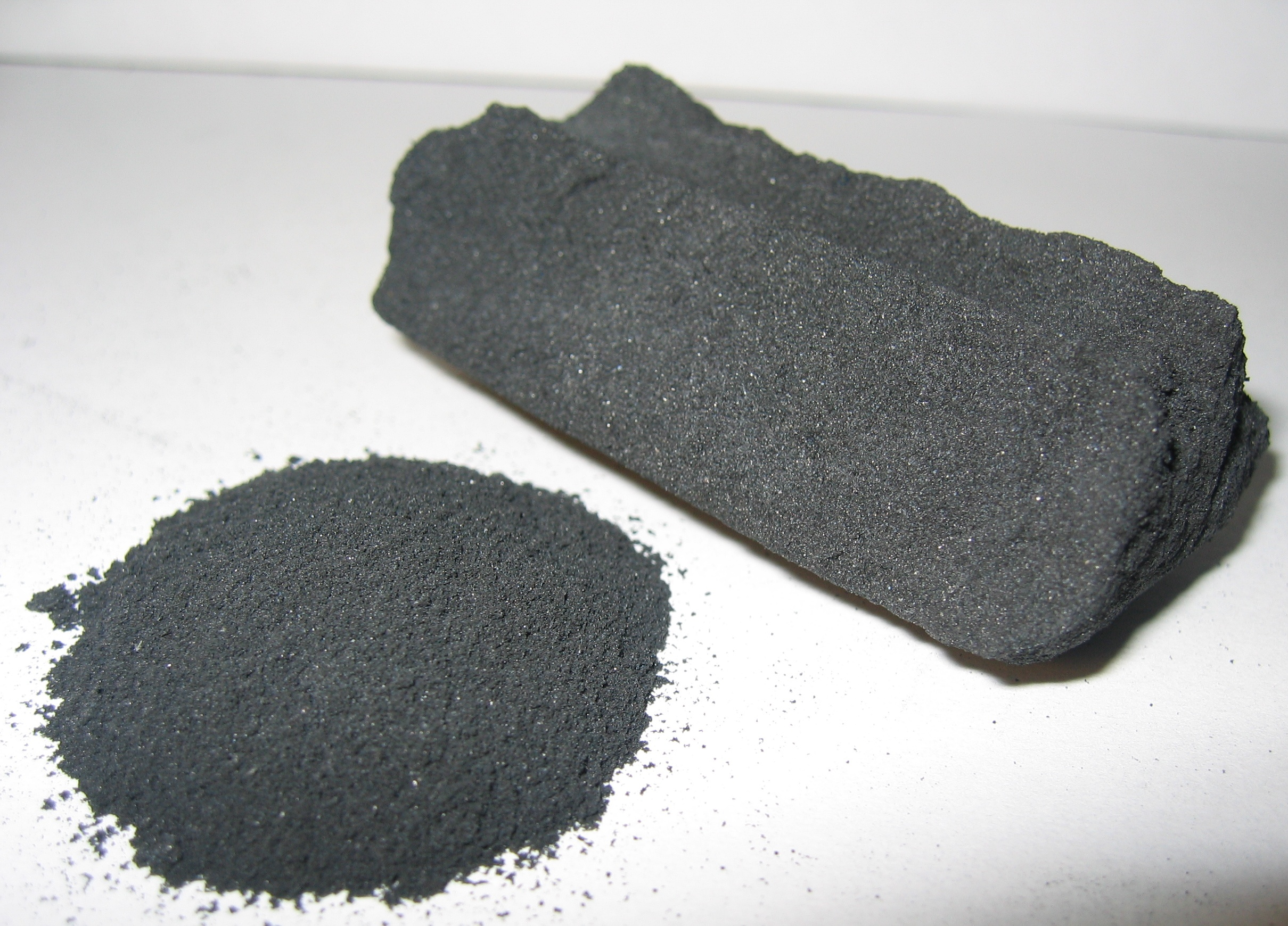
Charbon actif.

Le charbon actif, aussi nommé charbon activé ou carbone activé, est un matériau constitué essentiellement de matière carbonée à structure poreuse.
On appelle charbon actif tout charbon ayant subi une préparation particulière et qui, de ce fait, possède à un haut degré la propriété de fixer et de retenir certaines molécules amenées à son contact. Il s'agit d'une structure amorphe composée principalement d'atomes de carbone, généralement obtenue après une étape de carbonisation d'un précurseur à haute température.
Un charbon actif présente en général une surface spécifique élevée qui lui confère un fort pouvoir adsorbant. L'adsorption est un phénomène de surface par lequel des molécules se fixent sur la surface de l'adsorbant par des liaisons faibles : forces de van der Waals, interactions électrostatiques, liaisons hydrogène.
Des preuves de l'utilisation du charbon actif remontent à l'Antiquité avec des utilisations médicinales par Hippocrate vers 400 ans av. J.-C. ou pour de la purification d'eau par les Égyptiens vers 1 550 ans av. J.-C. Au XVIIIe siècle, le noir animal, produit à partir d'os, a été employé pour la purification de liquides par filtration et pour la décoloration, notamment pour la production de sucre blanc. L’Écossais John Stenhouse s'en servit pour les premiers masques respiratoires, (1860, 1867).
C'est au XXe siècle que les procédés de production furent améliorés pour permettre une production industrielle de charbons actifs pour des applications variées : capture de polluant en phase gazeuse ou aqueuse, procédés de séparation de gaz, etc. Des procédés de traitement physique ou chimique ont été mis au point pour permettre la production de charbons actifs ayant une meilleure efficacité : le chimiste suédois von Ostreijko définit les bases de l'activation physique (vapeur d'eau, dioxyde de carbone) et chimique (chlorures métalliques) dans deux brevets datés de 1900 et 1901, et l'activation chimique par des acides (Bayer, 1905).

## Fabrication

### Fabrication industrielle
Le charbon actif peut être produit à partir de toute matière organique végétale riche en carbone : écorce, pâte de bois, coques de noix de coco, coques de cacahuètes, noyaux d'olives, ou bien de houille, tourbe, lignite, résidus pétroliers.

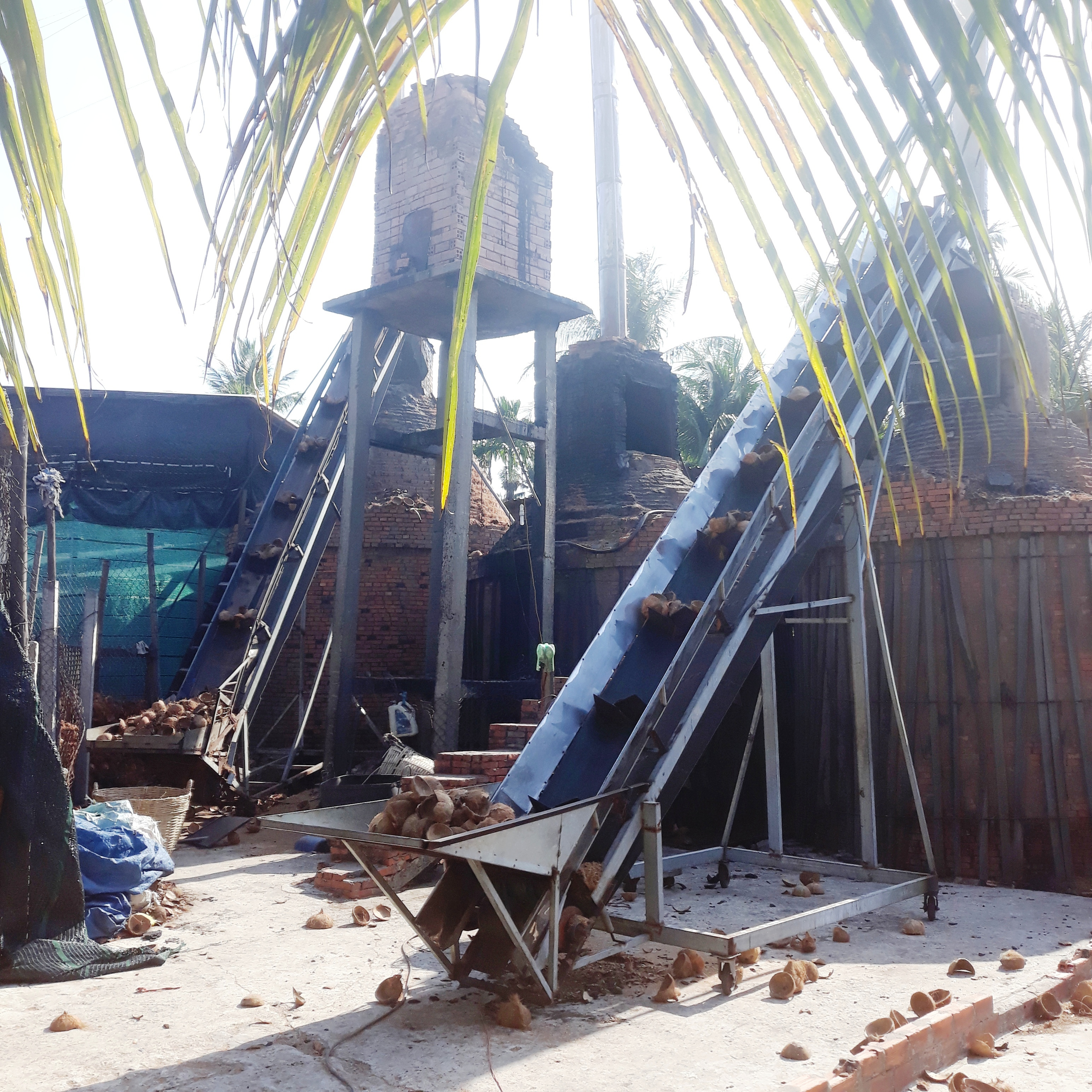
Approvisionnement en coques de noix de coco dans un four artisanal à Bến Tre au Viêt Nam.

La fabrication se décompose en deux étapes :
- une première étape de calcination ou carbonisation (ou pyrolyse), à forte température, des produits constituants. Une première porosité est créée par cette étape, en effet les éléments autres que le carbone laissent des pores dans la matrice carbonée lorsqu'ils se volatilisent ;
- une deuxième étape d'activation consiste à augmenter le pouvoir adsorbant, notamment en éliminant les goudrons qui obstruent les pores et ce, selon deux procédés distincts :
  - l'activation physique, nouvelle combustion avec choc thermique (900 à 1 000 °C), effectuée dans un courant d'air et de vapeur d'eau, injectés sous pression (procédé d'oxydation contrôlée), va créer des millions d'alvéoles microscopiques sur la surface du charbon, augmentant de façon très importante sa surface et son pouvoir d'adsorption. Ce procédé donne un charbon à pores étroits,
  - l'activation chimique, surtout par de l'acide phosphorique entre 400 °C et 500 °C. Ce procédé donne un charbon à pores plus larges.

Les charbons peuvent aussi être activés physiquement au CO2, ou chimiquement par des acides de Lewis (historiquement le chlorure de zinc était très utilisé) ou de l'hydroxyde de potassium. Lorsque les charbons sont activés chimiquement, l'agent d'activation est ensuite récupéré, purifié et recyclé.
Certains procédés permettent de combiner les deux étapes.
Le diamètre des pores dépend également des pores existant dans la matière première utilisée. Les coques de noix de coco et les bois très denses donnent des micro-pores (< 2 nm), les bois moyens à blanc donnent des mésopores (entre 2 et 50 nm) ou des macropores (> 50 nm).
Le charbon actif est produit dans pratiquement tous les pays du monde où l'on trouve des ressources ligneuses (bois, coques de noix, écorces, brindilles, feuilles, etc.).

### Fabrication du charbon végétal
En France, le charbon végétal se fabriquait à partir du bouleau, du chêne, du hêtre, du peuplier, du pin, du saule ou du tilleul. Il existe une usine en France de fabrication de charbon actif à partir de bois de pin, à Parentis-en-Born (Landes).
Le charbon de peuplier, aussi connu sous le nom de « charbon de Belloc », se prépare à partir de pousses d'arbres de trois à quatre ans. Les pousses sont calcinées en vase clos. Le charbon est bouilli dans de l'acide chlorhydrique dilué à 1/32e. Il est ensuite lavé, séché et pulvérisé. Il se conserve à l'abri de l'air pour lui éviter d'absorber les gaz atmosphériques et l'humidité.

### Fabrication du charbon animal
Le charbon animal est fabriqué à partir d'os frais d'animaux. Les arêtes de poissons sont à exclure. La graisse est extraite par ébullition ou à l'aide d'un solvant. Les os sont broyés puis carbonisés. Pendant la carbonisation il s'en dégage une huile et un gaz. Le gaz est lavé pour en retirer l'ammoniac. L'opération dure en moyenne huit heures.
Il peut être recyclé et ainsi être utilisé plusieurs années. Quand il a perdu son pouvoir adsorbant, il est traité à l'acide sulfurique pour former du superphosphate.

## Propriétés

### Propriétés physiques
Le charbon actif se présente essentiellement sous trois formes (les dimensions données ci-dessous sont des valeurs typiques) :
- grain, de taille 1 mm ;
- extrudés (pellets) : cylindres de 1–2 mm de diamètre et 5 mm de long ;
- poudre : grains de dimensions inférieures à 0,1 mm (norme européenne : < 0,5 mm).

Il existe aussi des tissus de charbon actif, fabriqués à partir de tissus en fils polymères, ainsi que des feutres, pour des applications très ciblées (médecine, armée).
Les charbons actifs sont extrêmement poreux (50 à 70 % en volume). La porosité dépend du matériau d'origine : les coques de noix de coco produisent des micropores, tandis que le bois produit des méso/macropores. La surface développée par toutes les parois internes des pores conduit à des valeurs énormes : un gramme de charbon actif a une surface spécifique comprise entre 400 et 2 500 m2, typiquement 1 000 m2. Les surfaces spécifiques sont mesurées grâce à l'isotherme BET (théorie Brunauer, Emmett et Teller).
Le charbon actif est hydrophobe : il adsorbe peu de vapeur d'eau à faible humidité relative. Toutefois, compte-tenu du très faible rayon de pore, il peut capter de la vapeur d'eau par condensation de Kelvin (suivant l'équation de Kelvin), lorsque l'humidité relative est supérieure à environ 50 %. D'autres vapeurs peuvent aussi se condenser. Les pores du charbon se remplissent alors du constituant à l'état liquide, ce qui explique les très fortes capacités d'adsorption. Par exemple, un charbon peut fixer jusqu'à 50 % en masse de toluène présent à l'état de vapeur dans de l'air (0,5 kg de toluène par kg de charbon).
L'adsorption des gaz nécessite des pores de 1 à 2 nm, alors que des pores de 2 à 10 nm suffisent pour l'adsorption des liquides.

### Propriétés chimiques
Les propriétés chimiques du charbon actif dépendent de l'état de surface, dépendant lui-même de l'origine du matériau de base (noix de coco, pin, houille, etc.) et des traitements physiques et chimiques.

#### Rôle du calcium
Les ions calcium libérés de la surface d'un charbon activé lors d'un processus de traitement de l'eau jouent un grand rôle dans la bonne fixation de micropolluants organiques anioniques. On a par exemple montré que des taux micromolaires d'ion calcium accroissent fortement l'adsorption du dodécylsulfate de sodium (SDS) sur un charbon actif débarrassé de la plus grande partie de ses ions métalliques de surface grâce à un rinçage par de l'acide chlorhydrique. Ce calcium ajouté permet de neutraliser les charges négatives des groupes fonctionnels de surface du charbon, mais aussi les charges négatives issues du SDS déjà adsorbé, ce qui augmente la fixation supplémentaire de SDS. Les traitements subis par le charbon activé avant l'adsorption de micropolluants peuvent fortement modifier la capacité d'adsorption du charbon. Le fait d'ajouter des ions calcium dans l'eau à filtrer améliore les rendements de l'adsorption de micropolluants anioniques sur le charbon actif. Toutefois, un tel ajout n'est pas économiquement rentable[réf. nécessaire].

### Propriétés électriques

#### Conductivité
Étant constitué de carbone, le charbon actif conduit l'électricité dans une certaine mesure. Cette propriété a été utilisée pour chauffer un lit de grains de charbon actif par effet Joule en vue de le régénérer (désorber des molécules fixées). Deux électrodes métalliques sont disposées aux extrémités d'un lit généralement cylindrique et une tension est appliquée (il peut aussi être chauffé par induction électromagnétique). Le comportement semi-conducteur du charbon est mis en évidence car la courbe de température est négative, c’est-à-dire que la résistivité diminue quand la température augmente contrairement aux conducteurs, métalliques par exemple. Lorsqu'on applique une tension constante, la température du lit augmente, sa résistance diminue et par conséquent l'intensité augmente et aussi la puissance appliquée P = UI. Ceci conduit à un emballement du système. Il faut donc réguler la tension. Ce procédé de désorption électrothermique n'a pas connu de développement industriel significatif, les procédés traditionnels, air chaud et vapeur d'eau surchauffée, étant performants et peu coûteux.

#### Capacité
Lorsqu'un solide est mis au contact d'une solution saline, il se développe à l'interface une répartition de charges appelée double couche électrochimique. Celle-ci se comporte comme un condensateur dont les valeurs de capacités sont faibles, de l'ordre de quelques microfarads par centimètre-carré. Dans le cas du charbon actif, compte tenu de ses surfaces spécifiques élevées, les valeurs de capacités spécifiques sont également très élevées. Par exemple, pour une interface à 10 µF/cm2, et un charbon de 1 000 m2/g, la capacité est de 100 F/g. On parle de supercondensateurs. Cette propriété est mise à profit notamment dans de nombreux systèmes de stockage d'électricité (véhicule, montre…) et de systèmes réactifs pour démarrages de fortes puissances.
La double couche influe également sur les propriétés d'adsorption de la surface. Ainsi l'isotherme d'adsorption d'un corps peut dépendre du potentiel électrique appliqué. Ce phénomène est connu sous le nom d'électrosorption.

## Utilisations
(janvier 2014).

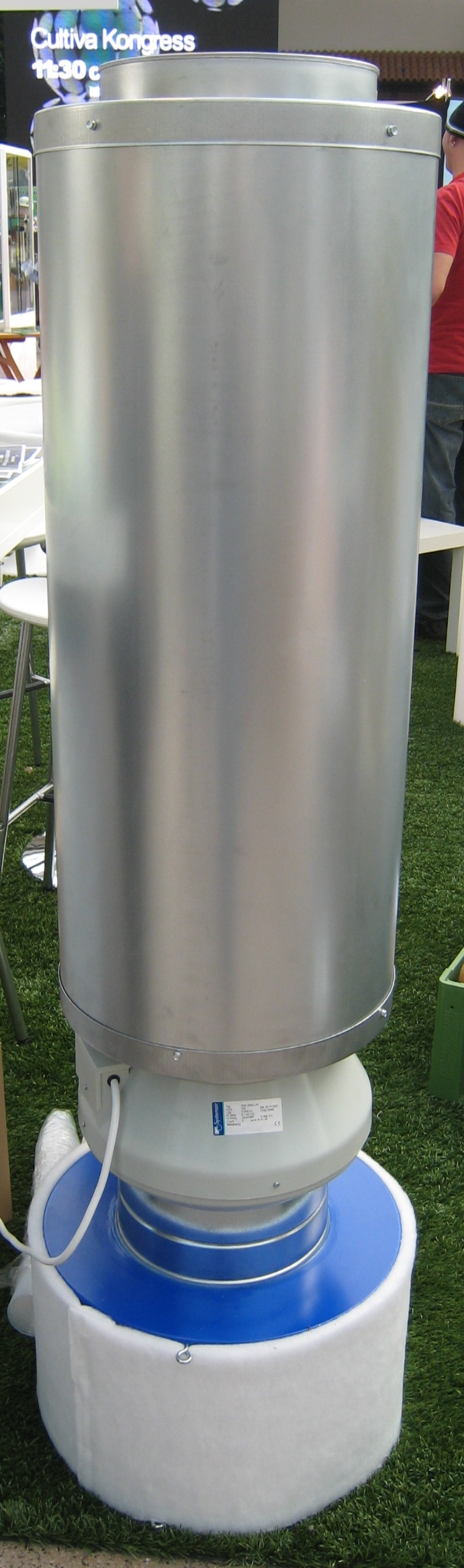
Filtre à cartouche de charbon activé.

Le charbon actif est utilisé dans de nombreux domaines.

### Filtration
Le charbon actif est utilisé dans de nombreux systèmes de filtration des fluides. En premier lieu, il est employé pour la filtration d'air dans des contextes très vastes, tels que la filtration de l'air contaminé notamment dans les abris antiatomiques, ou encore les masques à gaz permettant de ne pas inhaler certains gaz dangereux pour la santé. Dans le même registre que les masques à gaz, on retrouve du charbon actif dans des « éco-textiles » développés dans les années 1980 à base de charbon activé en fibres tissées sont utilisés pour produire des masques épurant l'air respiré par les cyclistes, des vêtements militaires ou utiles dans les contextes de lutte contre le risque chimique, radiologique ou biologique, des vêtements absorbant certains toxiques ou odeurs corporelles (pour les astronautes par exemple). Il est aussi utilisé dans les filtres des installations de ventilation en circuit fermé (par exemple, hotte aspirante).
Le charbon actif permet aussi d'éviter des émissions polluantes dans l'air, par exemple celles des canisters d'automobiles : fixation des vapeurs d'essence du ciel du réservoir pour éviter le relargage à l'atmosphère quand la température du véhicule augmente.
En plus des polluants de l'air, le charbon actif retient un grand nombre de composés organiques, tels les pesticides, dans le contexte de la décontamination de l'eau potable. Ce procédé éliminerait 100 % du chlore (dépend beaucoup de la nature du chlore (chlore, libre, composés) et du mode opératoire (temps de contact notamment)) et 95 % du plomb présent dans l'eau des municipalités. Cet usage représente 20 % du marché mondial.
On retrouve enfin du charbon actif dans les filtres à cigarettes, pour la filtration de polluants organiques (en particulier les traitements médicamenteux), ou encore dans les systèmes de filtration pour aquarium.

### Chimie
Les principales applications du charbon activé en chimie sont les suivantes :
- déchloration des eaux : eau potable et autres liquides alimentaires (bière, boissons gazeuses, etc.). Le chlore des oxydants chlorés (chlore : Cl2 ; acide hypochloreux : HClO ; hypochlorite : ClO−) est réduit en chlorures (Cl−) par une action catalytique ;
- traitement des effluents liquides ;
- Hygiène industrielle : support de prélèvement pour polluants dans l'air (molécules carbonées principalement) ;
- détachage des vins blancs, comme le Champagne produit à partir de pinot noir (raisin noir à jus blanc) : les pigments de la peau du raisin, qui peuvent colorer le jus, sont absorbés par un charbon activé chimiquement et exempt de fer afin d'éviter la casse ferrique du vin (un traitement à la bentonite-caséine a le même effet) ;
- décoloration du sucre ;
- décaféination du café : avec de l'eau ;
- stockage de l'hydrogène (nanofibres de charbon actif ou de dérivés du charbon) ;
- support pour métaux catalytiques ultra divisés (par exemple : platine ou nickel sur charbon actif) ;
- l'élimination des hydrocarbures dans l'eau.

### Industrie

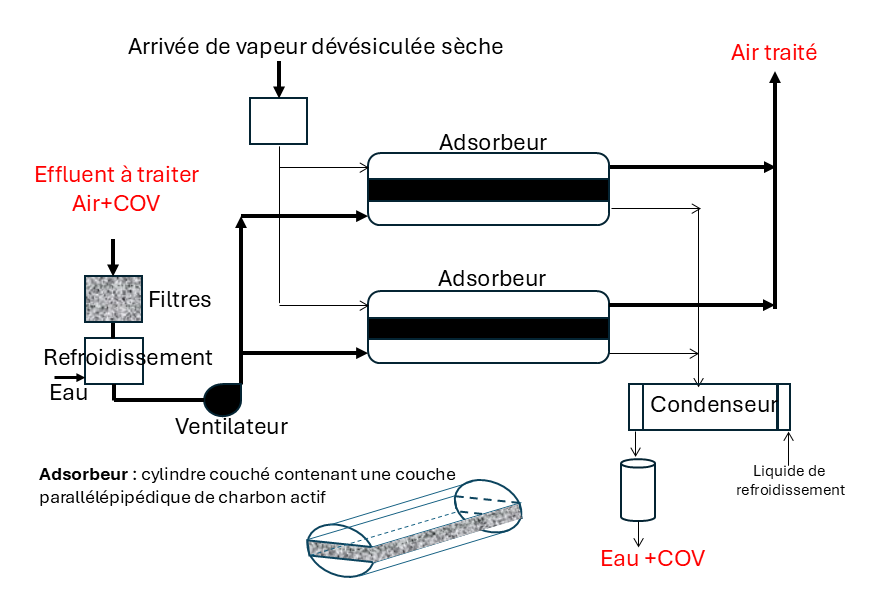
Adsorbeurs à charbon actif pour des grands débits d'air à traiter

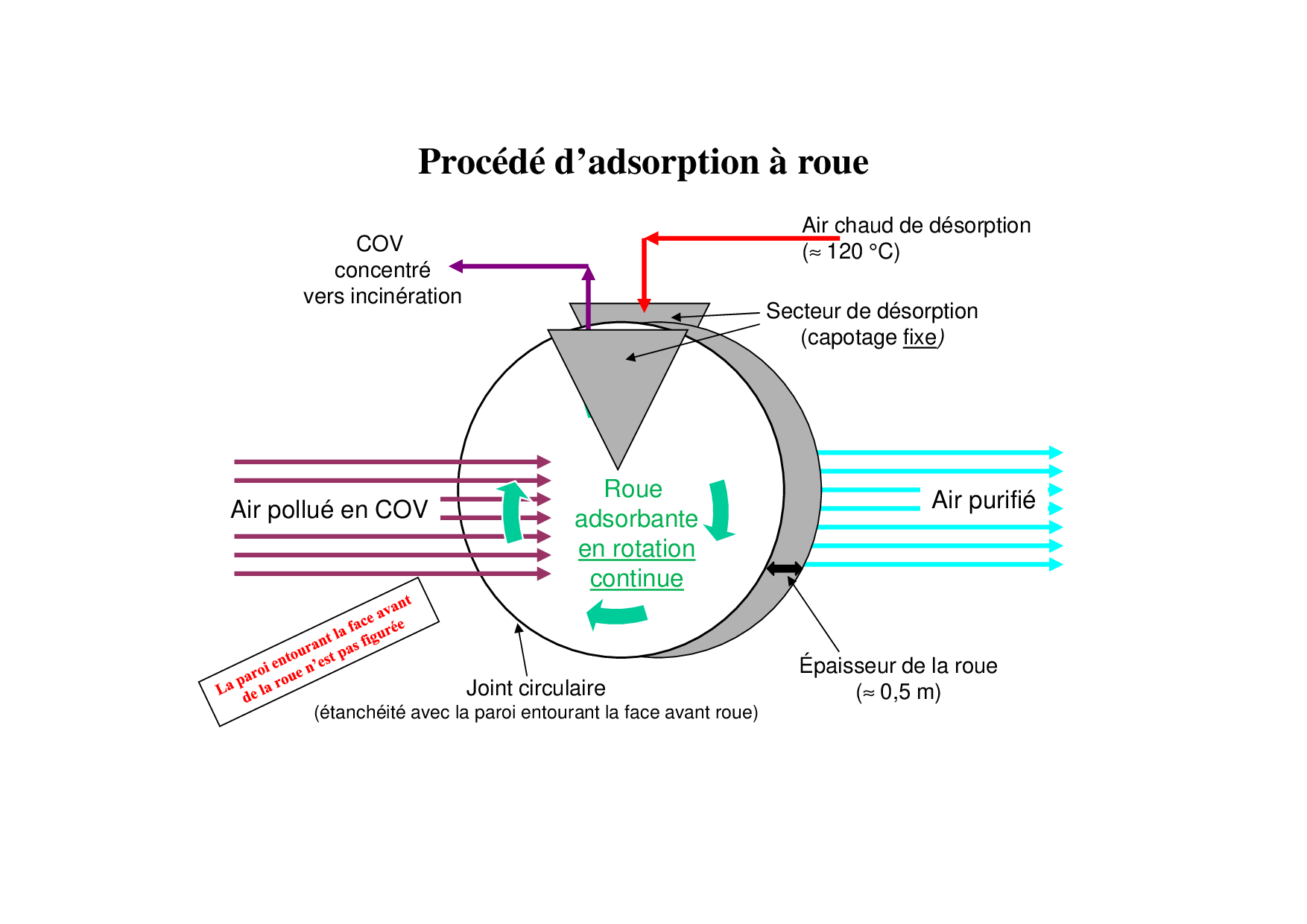
Principe d'une roue d'adsorption pour concentrer des COV avant incinération (1 à 5 m de diamètre).

La principale application industrielle des charbons actifs dans le domaine des gaz est le traitement de l'air chargé en solvants ou composés organiques volatils (COV),,. De nombreuses industries utilisent des solvants : peintures pour automobiles, électroménager, dégraissage des métaux après découpe, impression des journaux, des boites, canettes…, nettoyage à sec, etc. L'air de ventilation se charge en COV qu'il convient de récupérer avant de rejeter l'air à l'atmosphère. On utilise des colonnes de charbon actif en grains qui fixent les COV. Le charbon est régénéré in situ par injection dans la colonne : soit d'air chaud (150 °C) dans lequel se concentrent les COV en sortie de colonne; le flux résultant est alors incinéré (brûleur, cheminée). Soit de vapeur d'eau sèche surchauffée qui désorbe le COV à la fois par élévation de température et par déplacement; le flux résultant est refroidi, la vapeur d'eau se condense ainsi que le COV. Ils sont séparés par décantation et le COV est recyclé (le COV ne doit pas être miscible à l'eau). Un exemple typique est le recyclage du toluène dans les imprimeries. Ces procédés sont discontinus : pour obtenir un procédé continu, il faut au moins deux colonnes, l'une étant en traitement pendant que l'autre est en régénération. Pour les très grands débits d'air à traiter, il faut une grande section de colonne car le débit par m2 de section est limité (environ 1 500 m3/h/m2). Pour des facilités de chaudronnerie, on utilise un cylindre couché dans lequel est disposé une couche de charbon parallélépipédique qui permet d’obtenir une grande section. Pour l'industrie automobile (lignes de peinture), un procédé spécifique est utilisé : la roue d'adsorption. Le charbon actif, en mélange avec d'autres adsorbants tels que les zéolithes hydrophobes, est disposé dans une roue grillagée d'une épaisseur de 0,5 m environ et de plusieurs mètres de diamètre qui est placée face au flux. Cette roue tourne typiquement à deux tours par heure. L'air à traiter chargé en COV traverse la roue et les COV sont adsorbés. L'air purifié sort par l'autre face la roue et est rejeté à l’atmosphère. La clé du procédé : un secteur de la roue (angle de 30° environ) est protégé par un capot fixe. Ce secteur est régénéré en continu par de l'air chaud (120 °C). Les effluents sont incinérés (la température et la haute concentration en carbone sont très favorables à l'incinération). Le procédé est complètement continu.
En phase liquide, la principale application est la décoloration des jus sucrés et des sirops de glucose. Elle s'effectue soit en cuve agitée avec du charbon en poudre soit en colonne avec du charbon en grains ou en pellets. Le charbon est réactivé ex-situ dans des fours à haute température sous atmosphère réductrice. Il existe quelques usines de réactivation en Europe.
Le charbon activé est également employé dans le traitement des fumées d'incinérateurs de déchets (ménagers principalement) pour sa capacité de fixation des dioxines. Le charbon actif est utilisé sous forme de poudre qui est injectée dans les fumées avant leur filtration dans des filtres à manche. La poudre se dépose sur le filtre et adsorbe les dioxines. La forme poudre permet une adsorption rapide, car le temps de contact entre la fumée et le charbon est très faible. Le charbon actif est recueilli au décolmatage des filtres et n'est pas régénéré. Il est stocké en décharge contrôlée.
Ses autres applications comprennent :
- l'extraction de l'or des minerais (fixation sur le charbon actif puis incinération du charbon) ;
- le captage du sulfure d'hydrogène dans le gaz naturel, en particulier à la sortie des réservoirs souterrains de gaz naturel (charbon actif modifié : dépôt métallique (oxyde cuivre) sur la surface active)[11], mais aussi dans le biogaz ;
- le stockage de l'hydrogène (nanofibres de charbon actif ou de dérivés du charbon).
- les supercondensateurs : stockage d'électricité sous forme de charge de condensateur (rôle joué par l'interface charbon-liquide). Application à la création de courant électrique à très forte intensité. Piles de montres ;
- la production d'azote industriel (et d'hydrogène) par PSA (pressure swing adsorption : adsorption modulée en pression). Un filtre à charbon actif est utilisé en prétraitement par PSA, après les compresseurs pour enlever les impuretés organiques, les vapeurs d'huile et les traces de vapeur d'eau[12].

### Médecine
Le charbon activé a été utilisé en tant que chélateur dans un grand nombre d'intoxications, toutefois les indications ont été très restreintes, principalement en raison des délais de prise en charge, le charbon activé cessant d'être utile au-delà de trois à quatre heures après l'intoxication :
- épuration digestive ;
- diarrhées, le charbon actif étant un constipant ou antidiarrhéique ;
- aigreurs d'estomac, aérophagies, flatulences ;
- ainsi que, avec un succès relatif, dans les cas de gastro-entérites, de gastralgies, dans les états d'infection de l'intestin accompagnés de constipation[réf. nécessaire], de borborygme et de fermentation intestinale.

Certains vont même l'utiliser, en tant que cataplasme (mélangé avec de l'eau) pour tenter de contrer, juste après la morsure, les effets d'un venin de serpents, de piqûres d'hyménoptères (abeilles…), d'arachnides (araignées…) et de cœlentérés (anémone de mer…). L'efficacité de cette dernière utilisation n'est pas garantie.
On peut se procurer ce charbon activé (officinal ou commercial) ou Charbon de Belloc dans les pharmacies et dans des magasins d'aliments bio. En cas d'intoxication, un avis médical rapide reste indispensable.
Le charbon activé n'a ni goût ni odeur ni effet désagréable. En l'absence d'ulcère gastro-duodénal évolutif ou d'occlusion intestinale, le charbon activé n'a pratiquement aucune contre-indication, hormis celles qui sont liées à tout produit antidiarrhéique (voir article Épuration digestive). Il est très bien toléré, même à doses élevées. Comme son adsorption est rapide, il est efficace dès son ingestion. Cependant, il est impératif de bien noter que la prise de charbon activé n'est pas compatible avec certains médicaments : médicaments administrés par voie orale (pilule contraceptive par exemple). En effet, le charbon actif peut adsorber les molécules actives (principes actifs) de ces médicaments et donc annuler ou réduire leur effet sur l'organisme. Il convient de décaler de deux ou trois heures la prise de charbon actif avec la prise d'autres médicaments. Pendant la grossesse, Vidal alerte sur une précaution d'emploi.
La toxicité du charbon actif n'est toutefois pas nulle : même si le processus d'activation réduit fortement le taux de HAP par oxydation, celui-ci n'en est pas exempt, tout comme le taux en métaux lourds présents dans la matière première. La concentration en benzo[a]pyrène (l'un des HAP les plus cancérigènes) est limité à 50 µg/kg dans le charbon actif alimentaire. Le charbon actif n'est toutefois pas absorbé par l'appareil digestif et garde confinés ces composés, ce qui diminue significativement leur toxicité. L'Autorité européenne de sécurité des aliments (AESA) considère qu'aux niveaux d'utilisation rencontrés couramment, le charbon végétal contenant moins de 1,0 µg/kg de résidus organiques cancérigènes ne pose pas de risque pour la santé.

### Agroalimentaire

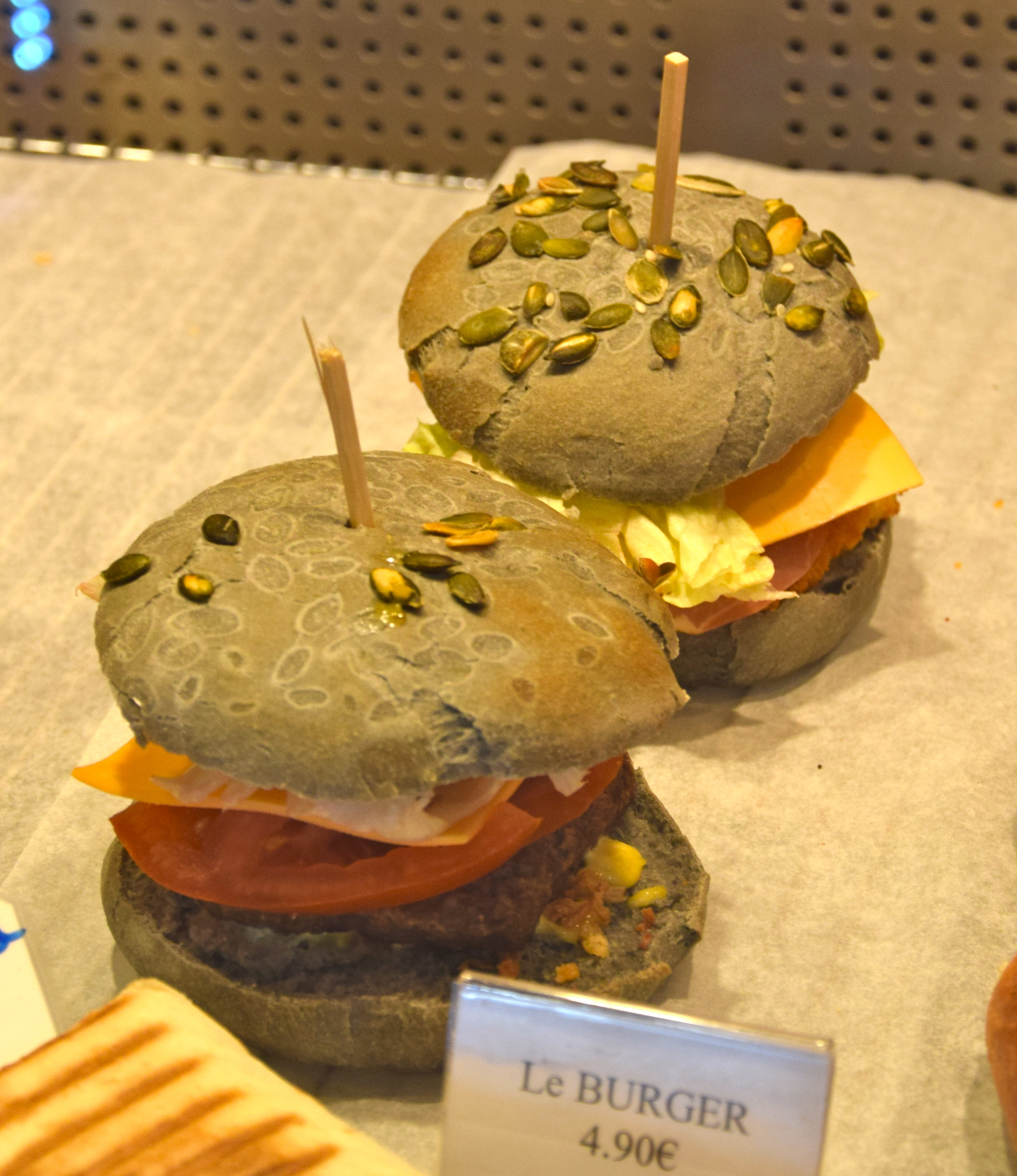
Burger avec du pain au charbon alimentaire.

Largement répandu dans l'agroalimentaire, le charbon actif a deux familles d'applications : pour ses propriétés de décoloration d'une part et pour sa capacité à purifier d'autre part. On trouve du charbon actif dans :
- la décoloration : des édulcorants (glucose, saccharose, et dérivés de l'industrie de l'amidon), des acides organiques issus de procédés fermentaires, des acides aminés et des vitamines. Mais il est aussi autorisé comme colorant dans l'alimentation biologique[16] sous le nom « E153 » ;
- la purification des huiles végétales et animales par l'élimination des PAH, l'abattement de toxines dans les jus de fruits, la production d'eau « ingrédient » pour tout type de produit alimentaire ;
- du charbon d'origine inconnue est parfois ajouté dans du pain. Au moment du mélange avec l'eau, les pores du charbon se remplissent d'eau et des molécules de la farine, surtout des protéinés végétales, remplissent les pores. À la cuisson, les protéines coagulent, les pores sont bouchés et la surface interne d'adsorption devient inaccessible. Le charbon ne peut donc plus remplir son rôle. Il reste la couleur noire. À souligner que le charbon actif, considéré par la règlementation comme un additif (E153), n’est pas autorisé dans le pain. Ceci a été récemment rappelé à la profession[17].

### Réactivation et régénération

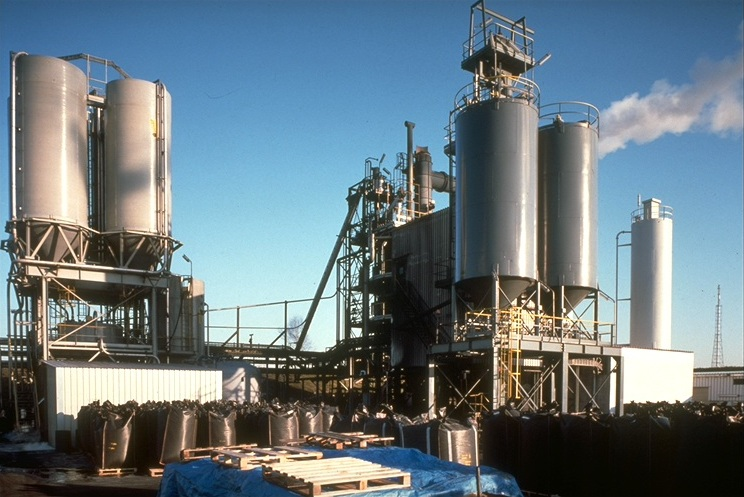
L'une des plus grandes usines de réactivation de charbon actif, située à Feluy (Belgique).

Après un certain temps de traitement de l'air, d'un gaz ou d'un liquide, le charbon actif finit par être saturé ou perd beaucoup de son efficacité. À la différence du charbon actif en poudre (incinéré ou mis en décharge) le charbon actif en grain peut — dans une certaine mesure — être recyclé.
La méthode la plus utilisée est la « réactivation thermique » : le charbon actif est placé dans un four entre 700 °C et 900 °C en présence de vapeur d'eau. Les molécules adsorbées sont dévolatilisées. Si elles sont organiques, elles sont pyrolisées. Le résidu présent dans les pores d'adsorption est gazéifié au moyen de la vapeur d'eau présente dans l'atmosphère du four. Le charbon actif retrouve sa structure initiale libre de tout polluant.
Il peut être également régénéré par des lavages acides ou alcalins. Dans ce cas, il ne récupère qu'une partie de sa capacité, car il n'est pas possible d'éliminer la totalité des molécules adsorbées. On parle alors de capacité de travail.

## Divers
Le charbon activé fait partie de la liste des médicaments essentiels de l'Organisation mondiale de la santé depuis 1977,.
L'ajout de charbon de bois activé au sol, inhibe ou supprime l'allélopathie racinaire ;
Le charbon actif est aussi utilisé dans des produits cosmétiques, comme les masques anti-point noir Blackhead Remover ou les dentifrices blanchissants. Mais les preuves scientifiques de son efficacité demeurent insuffisantes. Au contraire, il est plutôt déconseillé d'utiliser le dentifrice à charbon d'après des experts britanniques, dont une étude a été publiée dans le British Dental Journal (it).